# Coreopsis bigelovii
Coreopsis bigelovii là một loài thực vật có hoa trong họ Cúc. Loài này được (A.Gray) Voss mô tả khoa học đầu tiên năm 1894.